# القرية الخضراء

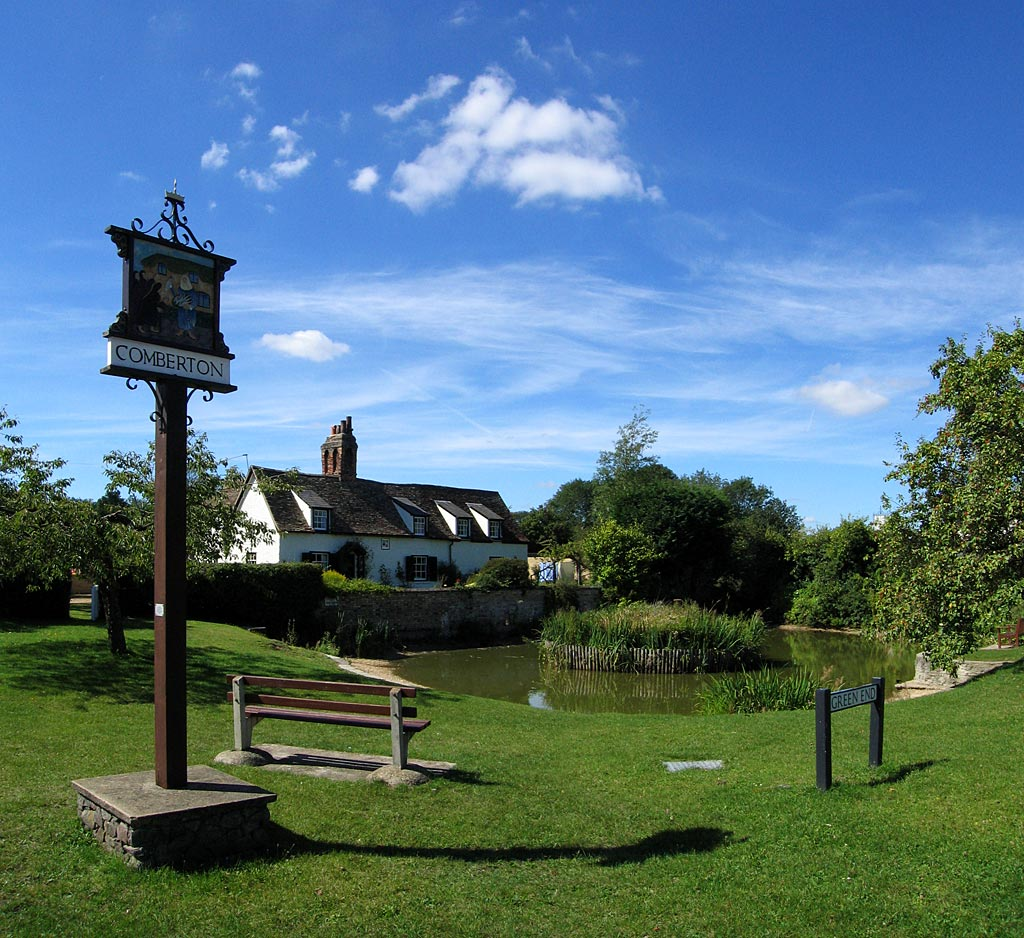

القرى الخضراء هي مجتمعات مقصودة تهدف إلى أن تصبح أكثر استدامة اجتماعيا واقتصاديا وبيئيا. بعضها يهدف لعدد سكان من 50-150. بينما أكبر القرى الخضراء تصل إلى 2,000 فرد يتواجدون على شكل شبكات أصغر من المجتمعات المتداخلة subcommunities لخلق نموذج القرية الخضراء التي تسمح بوجود شبكات اجتماعية ضمن قاعدة أوسع من الدعم. نمت بعض القرى الخضراء عن طريق تواجدها بالقرب من قرى أخرى، وليس بالضرورة بوجوب عضويتها، برسوها على هامش القرية الخضراء والمشاركة بفعالية في مجتمعها.
يتحد أعضاء القرية الخضراء بواسطة قيمهم الإيكولوجية والاجتماعية والاقتصادية والثقافية والروحية المشتركة. وتتألف هذه القرى غالبا من الناس الذين اختاروا بديلا للكهرباء والمياه المركزية وشبكات الصرف الصحي. يرى الكثيرون ان انهيار الأشكال التقليدية للمجتمع، وأنماط الحياة الاستهلاكية المسرفة، وتدمير الموائل الطبيعية، والزحف العمراني، وكثرة المصانع، والإفراط في الاعتماد على الوقود الأحفوري، كعوامل يجب تغيرها لتجنب كارثة بيئية. Ecovillage O.U.R هي قرية خضراء قرب بحيرة Shawnigan في كولومبيا البريطانية، كندا. فهي تتواجد على 25 فدانا ورؤيتها هي «خلق نموذج لمجتمع قرية مستدامة متجذرة رفاه اجتماعي، وبيئي، واقتصادي». ترى القرى الخضراء المجتمعات الصغيرة ذات الحد الأدنى من التأثير البيئي كبديل. ومع ذلك، هذه المجتمعات غالبا ما تتعاون مع قرى نظيرة لها من خلال شبكات خاصة بهم (انظر Global Ecovillage Network على سبيل المثال). هذا النموذج من العمل الجماعي يماثل عشرة آلاف قرية، تدعم التجارة العادلة للبضائع في جميع أنحاء العالم.

## تعريف
في عام 1991، قام روبرت غيلمان بتعيين تعريف معياري للقرية الخضراء. حيث عرف غيلمان القرية الخضراء على أنها:
«مستوطنة كاملة المواصفات تندمج فيها الأنشطة البشرية في العالم الطبيعي دون ان تسبب أي أذى وبطريقة داعمة للتنمية البشرية السليمة، وقادرة على أن تستمر بنجاح في المستقبل إلى أجل غير مسمى».
في السنوات الأخيرة، ذكر غيلمان انه من شأنه أن يضيف أيضا معيار أن القرى الخضراء يجب أن تحوي مراكز متعددة للمبادرة.

## تاريخ
رغبة العصر الحديث لمجتمع تميزت بوضوح من خلال الحركات الجماعية في الأعوام 1960 و1970، والتي أصبحت أكثر تركيزا وتنظيماً في حركات cohousing وecovillage في منتصف الثمانينات. ثم، في عام 1991، روبرت غيلمان وديان غيلمان شاركا في تأليف الدراسة منوية تحت عنوان «القرى الخضراء والمجتمعات المستدامة» ل Gaia Trust. اليوم، هناك قرى خضراء في أكثر من 70 بلدا في القارات الست. [5]
بدأت حركة القرى الخضراء على الالتئام في مؤتمر الخريف السنوي لFindhorn، في اسكتلندا، في عام 1995. حمل المؤتمر عنوان: «القرى الخضراء والمجتمعات المستدامة»، واضطر منظمو المؤتمر لاستبعداد مئات المتقدمين. وفقا لروس جاكسون " على نحو ما ضرب المؤتمر على وتر حساس وصل صداه القاصي والداني". كلمة قرية خضراء ""Ecovillage، والتي كانت بالكاد تبلغ من العمر أربع سنوات في ذلك الوقت، أصبحت جزءا من لغة اصحاب الثقافة الابتكارية ". [6] وبعد هذا المؤتمر، وبدأ العديد من المجتمعات المقصودة، بما فيها Findhorn، تطلق على نفسها اسم "ecovillages"، وهكذا كانت ولادة حركة جديدة. شبكة Ecovillage العالمية، التي تشكلت من قبل مجموعة من حوالي 25 شخصا، من مختلف البلدان، حضروا مؤتمر Findhorn، بلورت الحدث من خلال الربط بين مئات المشاريع الصغيرة من مختلف أنحاء العالم، حيث كانت هذه المشاريع تحمل أهداف مماثلة لكنها كانت تعمل دون معرفتها عن بعضها البعض. حينها وافقت Gaia Trust، الدنمارك، لتمويل الشبكة خلال السنوات الخمس الأولى. [6]

## الخصائص
مع تزايد الأدلة على تغير المناخ نتيجة التدخل البشري بدأ الناس في جميع أنحاء العالم يجتمعون معا في محاولة للحد من انبعاثات الكربون. بدأت الجماعات بحاولة الابتعاد عن الاعتماد على الوقود الأحفوري والممارسات الاستهلاكية. وأصبح التركيز على الإنتاج والاستهلاك محليا، وإقامة علاقات ذات مغزى والعيش على أكثر نحو مستدام ممكن. ويتم تشجيع العديد من المبادرات مثل: الحد من استخدام الطاقة، وإنشاء الشركات المحلية المستدامة، وإضفاء الطابع المحلي على الزراعة وخلق مجتمعات ذات تفكير بيئي.
هناك أبعاد عديدة ومختلفة من القرى الخضراء تحتاج إلى دراسة. على سبيل المثال، بناء مجتمع إيجابي هو جزء لا يتجزأ من عمل القرى الخضراء. لأن هذه المجموعات هي صغيرة جدا، لذا فإن أعضائها بحاجة إلى الشعور بالقوة والانخراط وسهولة التحدث وتبادل الأفكار. كذلك، يتم تشجيع الممارسات الثقافية والروحية - مثل فهم ترابط الأرض. بيئيا، القرى الخضراء تسمح للناس بأن يكونوا متصلين بالأرض حيث يحترم الأعضاء بيئتهم، لأنها توفر لهم غالبية مصادر رزقهم. تنمي القرى غالبية طعامها عضويا، وتقوم باستخدام المواد المحلية لمبانيها، وتعمل على حماية التنوع البيولوجي ومواسم الزراعة والمياه المحلية والتربة والهواء. الغالبية العظمى من الممارسات التي تقوم بها القرى الخضراء تهدف لرعاية الأرض. كما تظهر القرى الخضراء بعد اقتصادي فريد من نوعه، حيث يتم الاحتفاظ بالمال داخل المجتمع، ويتم تداوله بين الأعضاء. وعادةً ما يتم توليد الدخل من خلال بيع منتجات وخدمات القرى بالتجزئة وإعادة تدويره لتحسين وضع كل فرد في المجتمع. <المرجع "Dimensions of an Ecovillage". استرجاع 20 اذار 2012./ref>
Ecovillages أو القرى الخضراء هي «مجتمعات حضرية أو ريفية... تسعى جاهدة إلى دمج بيئة اجتماعية داعمة مع اسلوب حياة منخفض التأثير». على الرغم من عدم وجود خطة لتحقيق هذا الهدف، فإن القرى الخضراء قد تدمج مختلف جوانب التصميم البيئي: البناء الإيكولوجي، والطاقة البديلة، والتصنيع والإنتاج السليم بيئيا، والزراعة المعمرة (المناظر الطبيعية المصممة لمحاكاة الطبيعة، وتزويد المجتمع بالألياف والمواد الغذائية والوقود)، وممارسات بناء المجتمع. [7] وتناقش معوقات السياسات التقييدية مثل تقسيم المناطق وقوانين البناء لتطوير المساكن المستدامة والبنية التحتية في المناطق الحضرية على وجه الخصوص. وثمة من يقول أن حركة القرى الخضراء تقدم بعضاً من أكثر الأعمال ذات الصلة والمعرفة المتاحة للتحرك نحو مستقبل أكثر استدامة. [7]
ويمكن تطبيق المبادئ التي تعتمدها القرى الخضراء على المناطق الحضرية والريفية، وكذلك على البلدان النامية والمتقدمة. المدافعون يفضلون نمط حياة مستدامة (على سبيل المثال، من البساطة الطوعية) للسكان مع حد أدنى من التجارة خارج المنطقة المحلية، أو الإيكولوجية. العديد من المدافعين يسعون أيضا الاستقلال عن البنى التحتية القائمة، على الرغم من أن الآخرين، ولا سيما في الأوساط الحضرية أكثر، يسعون إلى المزيد من التكامل مع البنية التحتية القائمة. وتستند عادة القرى الخضراء الريفية على الزراعة العضوية، والزراعة المستديمة والمناهج الأخرى التي تعزز وظيفة النظام البيئي والتنوع البيولوجي. القرى الخضراء، سواء الحضرية أو الريفية، تميل إلى دمج المجتمع والقيم البيئية في إطار نهج قائم على مبدأ الاستدامة، مثل تصميم الزراعة المستديمة. [8]
جوناثان داوسون، الرئيس السابق لشبكة القرى الخضراء العالمية، ويصف مبادئ ecovillage خمسة في Ecovillages كتابه عام 2006: آفاق جديدة لتحقيق الاستدامة:
انها ليست تحت رعاية الحكومة المشاريع، ولكن المبادرات الشعبية.
سكانها يقيمون ويمارسون حياة المجتمع.
سكانها لا تعتمد بشكل مفرط على مصادر حكومية، أو غيرها من الشركات المركزية للمياه والغذاء، والطاقة، والمأوى والحاجات الأساسية الأخرى. بدلا من ذلك، أنها محاولة لتوفير هذه الموارد أنفسهم.
سكانها لديهم شعور قوي من القيم المشتركة، وتتميز في كثير من الأحيان من الناحية الروحية.
إلا أنها تشكل أحيانا البحوث ومواقع البيان العملي، وتقديم الخبرات التعليمية للآخرين. [5